# 大日本帝国憲法第20条
大日本帝国憲法第20条（だいにほん/だいにっぽん ていこくけんぽう だい20じょう）は、大日本帝国憲法第2章にある。
江戸時代、軍事に関する職業は世襲の武士に独占されており、武士はそれに伴う特権を有していたが、明治維新はこのような身分制を廃して、軍事に関する職業を国民すべてに開放した。そして、西欧諸国に倣い、国民皆兵主義を採用し、国民は原則として兵役を負うこととした。本条はそれを確認するとともに、兵役に関しては帝国議会の協賛を要する法律によって規定することを定めた。

## 現代風の表記
日本臣民は、法律の定めるところに従い、兵役の義務を有する。